# Језеро (Бихаћ)
Језеро је насељено мјесто у Босни и Херцеговини, у граду Бихаћ, које административно припада Федерацији Босне и Херцеговине. Према попису становништва из 2013. у насељу је живјело 436 становника.

## Становништво
| Националност       | 2013. | 1991. | 1981. | 1971. | 1961. |
| Муслимани          | 433   | 560   | 498   | 462   |       |
| Срби               | 1     | 2     |       |       |       |
| Југословени        | —     |       | 4     |       |       |
| остали и непознато | 2     | 6     | 0     | 1     |       |
| Укупно             | 436   | 568   | 502   | 463   | '     |